# Калиновський Василь Іванович
Василь Іванович Калиновський (1906, село Хмелів, нині Роменського району Сумської області — 15 листопада 1985) — військовик, командир бригади прориву Ставки Верховного Головнокомандування.

## Біографія
Калиновський Василь Іванович народився у 1906 році в селі Хмелів Роменського району Сумської області. Був призваний до лав армії 28 вересня 1928 року. Три роки навчався в Сумському артилерійському училищі, яке закінчив у 1931 році.
Пройшов військовий шлях від лейтенанта до полковника артилерії. У 1941 році йому доводилося виходити з оточення в районі с. Мельники та Андріяшівки Роменського району.
Помер 15 листопада 1985 року.

### Участь у німецько-радянській війні
Під час німецько-радянської війни (з 22 червня 1941 року до її закінчення) Василь Іванович перебував у діючій армії на командних посадах: від командира батареї до командира полку. Зокрема, був призначений командиром 156 артилерійського полку прориву 41 артбригади прориву, потім командиром 24 артбригади прориву Ставки Верховного Головного командування Червоної армії. За мужність та героїзм Калиновський Василь Іванович мав ряд урядових нагород. У 1945 році його представили до нагородження званням Героя Радянського Союзу, яке так і не присвоїли.

## Нагороди
Командир бригади прориву Ставки Верховного Головнокомандування Василь Калиновський неодноразово був нагороджений:
- 13 квітня 1942 року — орденом Червоної Зірки;
- 11 серпня 1943 року — орденом Вітчизняної війни II ступеня;
- 30 листопада 1943 року — орденом Червоного Прапора;
- 22 вересня 1944 року — орден Олександра Невського;
- 3 листопада 1944 року — орденом Червоної Зірки;
- 31 травня 1945 року — орденом Леніна;
- 3 березня 1945 року — орденом Червоного Прапора;
- 18 травня 1945 року — орденом Червоного Прапора.

Також Василь Іванович нагороджений багатьма медалями, у тому числі «За оборону Сталінграда» (22 грудня 1942 року).